# سه تلان (رستم)
سه تلان یک روستا در ایران است که در شهرستان رستم واقع شده‌است. سه تلان ۶۲ نفر جمعیت دارد.